# Ingrid Hansen
Ingrid Hansen er en dansk tidligere fodboldspiller fra Herrested. Hun var med på det danske hold som vandt i VM-finalen i 1971 i Mexico City mod værtsnationen Mexico.

## Reference
1. ↑  15. december: Danmark var verdens bedste